# Wendorf (Sundhagen)
Wendorf ist ein Ortsteil der Gemeinde Sundhagen im Landkreis Vorpommern-Rügen.

Wendorf zwischen 1880 und 1920

## Geografie und Verkehr
Wendorf liegt 13 Kilometer östlich der Stadt Grimmen, 20,5 Kilometer südöstlich von Stralsund und 11 Kilometer nordwestlich von Greifswald. Westlich des Ortes verläuft die vierstreifig ausgebaute Autostraße B 96. Östlich des Ortes verläuft seit 1863 die Bahnstrecke Greifswald–Stralsund und weiter östlich die ehemalige Bundesstraße 96, die jetzige Bundesstraße 105.
Nördlich des Ortes liegt das Waldgebiet „Wendorfer Holz“ und dicht am Ort fließt der Rienegraben, ein Nebenfluss des Ryck.

## Geschichte
Nordwestlich von Wendorf befindet sich in 1,2 km Entfernung eine relativ große zweigliedrige Turmhügelanlage aus der frühdeutschen Zeit (1230 bis 1400), heute als „Schlossberg“ von Segebadenhau genanntes noch sichtbares Bodendenkmal. Sie wird als das „castrum Ekbergh“ = Burg Ekberg gedeutet.
Wendorf wurde erstmals 1321 als Wenthagen in Richtung Ost-Nord-Ost von Grimmen (es gab in der Region mehrere Wendorf’s) urkundlich genannt. In der Urkunde vom 13. Juli 1321 bestätigten die Gebrüder von Schmatzhagen den Verkauf einer Rente aus „Wenthagen“ = Wendorf an den Juden David.
Im preußischen Urmesstischblatt (PUM) von 1835 zeigt sich Wendorf mit einem Gutshof als Vierseithof mit Park, im Ort sind nur drei Katen erkennbar.
1871 hatte Wendorf 3 Wohnhäuser mit 5 Haushaltungen und 34 Einwohner, 1867 waren es noch 39. Alle waren Mitglied der evangelischen Konfession.
Das Messtischblatt (MTB) von 1880 zeigt das Dorf unverändert, lediglich ein Katen der Landarbeiter war abgeräumt. Nördlich von Wendorf befand sich zwischen Rienegraben und Wendorfer holz ein großes Torfstichgebiet, das zum Ort gehörte.
Nach dem Zweiten Weltkrieg und der Bodenreform in der Sowjetischen Besatzungszone wurde die Struktur des Dorfes erheblich verändert. Gutshaus, zwei Wirtschaftsgebäude und der Park des Gutes bleiben erhalten. Im Dorf und am Horster Berg wurden Neubauernhöfe gebaut.
Wendorf gehörte zur Gemeinde Horst. Diese schloss sich am 7. Juni 2009 mit den Gemeinden Behnkendorf, Brandshagen, Kirchdorf, Miltzow, Reinberg und Wilmshagen zur neuen Gemeinde Sundhagen zusammen.

## Sehenswürdigkeiten
- Reste der Gutsanlage
- Das nahe gelegene Bodendenkmal „Burg Ekberg“